# Telmatobius oxycephalus
Telmatobius oxycephalus là một loài ếch trong họ Leptodactylidae. Chúng là loài đặc hữu của Argentina.
Các môi trường sống tự nhiên của chúng là các khu rừng vùng núi ẩm nhiệt đới hoặc cận nhiệt đới và sông.